# 罗宾·杜克
罗宾·杜克（Robin Duke，1954年3月13日—）是加拿大女演员、喜劇演員和配音演员。杜克最被人熟知的可能是她在电视喜剧系列《SCTV》和后来的《周六夜现场》中的工作。她与别人共同创办了一个在加拿大巡回演出的小品喜剧团“Women Fully Clothed”。她还在多伦多亨伯学院教写作，并在情景喜剧《Wendy Kurtz》中扮演温迪·库尔茨。

## 生涯
杜克出生在安大略省圣凯瑟琳斯。她在Etobicoke的Burnhamthorpe公立高中与凯瑟琳·奥哈拉一起上学。1976年杜克加入了多伦多舞台喜剧剧团第二城喜剧团，同时还在剧团的电视连续剧《SCTV》中多次亮相。 从1980年到1981年，杜克成为《SCTV》的常驻演员。1981年，当奥哈拉突然退出时，她加入了《周六夜现场》剧组。 
从1981年到1984年，杜克一直作为NBC's Saturday Night Live的演员和编剧。杜克被聘用代替凯瑟琳·奥哈拉，后者于1981年被选为演员但决定回到《SCTV》 。杜克最受欢迎的角色可能就是温迪·怀纳（Wendy Whiner），在剧中她和她同样爱发牢骚的丈夫（Joe Piscopo）对遇到的每个人都态度恶劣。她还因为在福克斯的广告“Mr. and Mrs. T's Bloody Mary Mix”中饰演造型奇异的Mrs. T而被人记住。

### 参演电影
杜克曾出演了 Club Paradise (1986)、 Groundhog Day (1993)、  Stuart Saves His Family (1995)和 Portrait of a Serial Monogamist (2015) 等电影，并在许多电视节目中客串。

### 配音
杜克还在儿童动画片 George and Martha 中为佩妮配音。她的其他配音角色还有:
- Bob and Margaret
- Atomic Betty
- Marvin the Tap-Dancing Horse

### Women Fully Clothed (2004)
2004年，杜克与凯瑟琳·格林伍德（Kathryn Greenwood）、黛布拉·麦格拉思（Debra McGrath）、杰恩·伊斯特伍德（Jayne Eastwood）和特蕾莎·帕夫里内克（Teresa Pavlinek）一起创建了一个名为“Women Fully Clothed”的喜剧小品剧团。该剧团曾在美国、加拿大巡演，并在苏格兰爱丁堡艺术节上亮相。

### Schitt's Creek (2016, 2019)
2016年，杜克在 Schitt's Creek 第二季的第五集中饰演服装店老板温迪·库尔兹。这部情景喜剧让杜克与前SCTV演员尤金·利维（Eugene Levy）以及凯瑟琳·奥哈拉重聚。杜克在第五季 Roadkill 中将再次扮演库尔兹。